# Sid Caesar

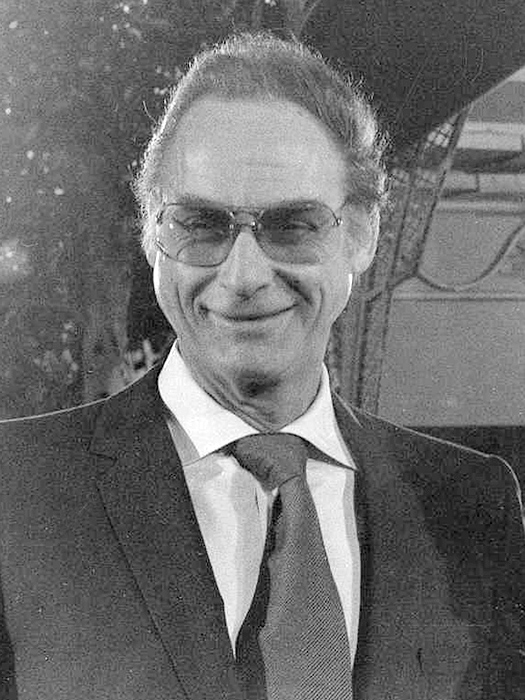
Sid Caesar, 1980

Sid Caesar (* 8. September 1922 in Yonkers, New York; † 12. Februar 2014 in Los Angeles) war ein US-amerikanischer Schauspieler und Komiker.

## Leben
Caesar begann seine Karriere als erfolgreicher Saxophonist, der sowohl in den Orchestern von Charlie Spivak, Shep Fields und Claude Thornhill spielte, als auch in Jazz-Combos tätig war. Später wechselte er ins Schauspielfach über, wo er hauptsächlich komödiantische Rollen übernahm. In den USA wurde er durch seine wöchentliche Fernsehcomedy Your Show of Shows in den frühen 1950er Jahren bekannt.
Unter anderem spielte er in dem Film Eine total, total verrückte Welt und Mel Brooks – Die verrückte Geschichte der Welt mit.
Er war verheiratet und hatte drei Kinder.

## Filmografie
- 1946: Tars and Spars
- 1947: The Guilt of Janet Ames
- 1953–1954: Your Show of Shows (Fernsehserie, 24 Folgen)
- 1954: Producers’ Showcase (Fernsehserie, Folge 1x03 Dateline)
- 1958: The Sid Caesar Show (Fernsehfilm)
- 1959: The United States Steel Hour (Fernsehserie, 2 Folgen)
- 1961: General Electric Theater (Fernsehserie, Folge 9x14 The Devil You Say)
- 1961: Checkmate (Fernsehserie, Folge 2x07 Kill the Sound)
- 1963: Eine total, total verrückte Welt (It’s a Mad Mad Mad Mad World)
- 1966: The Mouse That Roared (Fernsehfilm)
- 1967: The Busy Body
- 1967: Leitfaden für Seitensprünge (A Guide for the Married Man)
- 1967: The Spirit Is Willing
- 1967: The Carol Burnett Show (Fernsehserie, Folge 1x02)
- 1967: The Danny Thomas Hour (Fernsehserie, Folge 1x02 Instant Money)
- 1968: That Girl (Fernsehserie, Folge 2x29 The Drunkard)
- 1968–1969: That’s Life (Fernsehserie, 3 Folgen)
- 1969: The Bob Hope Show (Fernsehserie, eine Folge)
- 1969–1971: Love, American Style (Fernsehserie, 2 Folgen)
- 1970: Make Room for Granddaddy (Fernsehserie, Folge 1x08 Tonoose, the Exile)
- 1973: 10 from Your Show of Shows
- 1974: Hamburgers (Fernsehfilm)
- 1974: Giganten am Himmel (Airport 1975)
- 1975: Robi Robi Robin Hood (When Things Were Rotten, Fernsehserie, Folge 1x02 The French Dis–connection)
- 1976: Mel Brooks’ letzte Verrücktheit: Silent Movie (Silent Movie)
- 1977: Barnaby and Me (Fernsehfilm)
- 1977: Crash Flight 301 (Flight to Holocaust, Fernsehfilm)
- 1977: Es brennt an allen Ecken (Fire Sale)
- 1977: Der Fluch der schwarzen Witwe (Curse of the Black Widow, Fernsehfilm)
- 1978: Grease
- 1978: Der Schmalspurschnüffler (The Cheap Detective)
- 1978: W.E.B. (Fernsehserie, Folge 1x03 The Great Clowns)
- 1978: Vegas (Vega$, Fernsehserie, Folge 1x03 Mother Mishkin)
- 1978–1984: Love Boat (The Love Boat, Fernsehserie, 2 Folgen)
- 1979: Having Babies (Fernsehserie, Folge 1x05 Captive)
- 1979: America 2100 (Fernsehfilm, Stimme für MAX)
- 1979: Intergalactic Thanksgiving or Please Don’t Eat the Planet (Fernsehfilm, Stimme für König Goochi)
- 1980: Das boshafte Spiel des Dr. Fu Man Chu (The Fiendish Plot of Dr. Fu Manchu)
- 1980: Thanksgiving in the Land of Oz (Fernsehfilm, Stimme für Wizard/Mince Pie)
- 1981: The Misadventures of Sheriff Lobo (Fernsehserie, Folge 2x08 Another Day, Another Bomb)
- 1981: Mel Brooks – Die verrückte Geschichte der Welt (History of the World: Part I)
- 1981: Die Rückkehr der Familie Frankenstein (The Munsters’ Revenge, Fernsehfilm)
- 1982: Grease 2
- 1982: Matt Houston (Fernsehserie, Folge 1x06 Recipe for Murder)
- 1983: Schwindel für die Nächstenliebe (Found Money, Fernsehfilm)
- 1984: Over the Brooklyn Bridge
- 1984: Auf dem Highway ist wieder die Hölle los (Cannonball Run II)
- 1985: A Museum of Broadcasting Tribute: Milton Berle – Mr. Television (Dokumentarfilm)
- 1985: Unglaubliche Geschichten (Amazing Stories, Fernsehserie, Folge 1x08 Mr. Magic)
- 1985: Alice im Wunderland (Alice in Wonderland, Fernsehzweiteiler, alle Folgen)
- 1985: Liebe ohne Worte (Love Is Never Silent, Fernsehfilm)
- 1986: Stoogemania
- 1986: Christmas Snow (Fernsehfilm)
- 1987: Des Kaisers neue Kleider (The Emperor’s New Clothes)
- 1988: Freedom Fighter (Fernsehfilm)
- 1988: Drei Rentner bügeln alles nieder (Side by Side, Fernsehfilm)
- 1995: Love & War (Fernsehserie, 2 Folgen)
- 1995: The Great Mom Swap (Fernsehfilm)
- 1997: Life with Louie (Fernsehserie, Folge 2x12 Kazoo’s Coming to Dinner, Stimme für Marty Kazoo)
- 1997: Die schrillen Vier in Las Vegas (Vegas Vacation)
- 1997: Verrückt nach dir (Mad About You, Fernsehserie, Folge 5x15 Citizen Buchman)
- 1998: Ein Anzug für jede Gelegenheit (The Wonderful Ice Cream Suit)
- 2000: Globehunters (Stimme für Jacob)
- 2004: Comic Book: The Movie